# Estangeriàcies
Les estangeriàcies (Stangeriaceae) són una família de gimnospermes de la divisió Cycadophyta, que només té dos gèneres actuals, Stangeria i Bowenia. Aquesta família es reconeix per tenir les estípules vascularitzades i per no tenir catafil·les, o produir-los irregularment. Per aquestes estranyes característiques en un principi es considerava Stangeria com una falguera però finalment es va advertir que té llavors. Els estudis recents de cladística suggereixen que el tàxon fòssil Mesodescolea podria tenir afinitats amb les estangeriàcies.
Actualment aquesta família es troba a Àfrica del Sud i a Queensland, Austràlia, els fòssils es troben en sediments del Juràssic a l'Argentina i les Illes Britàniques.